# Palos de la Frontera
Palos de la Frontera ali Palos je mesto in občina v severozahodni španski provinci Huelva v Andaluziji. Od glavnega mesta province, Huelve, je oddaljen okrog 13 km. Po podatkih iz leta 2005 ima mesto 8,181 prebivalcev. 

## Pobratena mesta
- Latina,  Italija
- Lagos,  Portugalska
- Soyaux,  Francija

## Zgodovina
Iz Palosa je leta 1492 na svojo prvo pot proti Ameriki (»Indiji«) odplul Krištof Kolumb. Replika njegove ladje stoji v Muelle de las Carabelas, muzeju na prostem.
14. junija 1993 je mesto obiskal papež Janez Pavel II.
Po tem kraju je imenovana tudi postaja podzemne železnice v Madridu.